# Дембово (Бродницький повіт)
Дембово (пол. Dębowo) — село в Польщі, у гміні Осек Бродницького повіту Куявсько-Поморського воєводства.
Населення — 93 особи (2011).
У 1975-1998 роках село належало до Торунського воєводства.

## Демографія
Демографічна структура станом на 31 березня 2011 року:
|          | Загалом | Допрацездатний вік | Працездатний вік | Постпрацездатний вік |
| -------- | ------- | ------------------ | ---------------- | -------------------- |
| Чоловіки | 49      | 12                 | 31               | 6                    |
| Жінки    | 44      | 8                  | 23               | 13                   |
| Разом    | 93      | 20                 | 54               | 19                   |